# Elżbieta Achinger
Elżbieta Jadwiga Achinger, née Sapińska le 8 juin 1957 à Cracovie, est une femme politique polonaise membre de la Plate-forme civique (PO).

## Biographie

### Formation et vie professionnelle
Elle est diplômée en droit de l'université Jagellonne de Cracovie en 1979. D'abord agent de probation, elle travaille dans le secteur privé à compter de 1990.

### Engagement politique
Entre 2002 et 2006, elle siège au conseil municipal de Wieliczka, dans l'agglomération de Cracovie. Elle postule ensuite sans succès à l'assemblée du powiat de Wieliczka, comme candidate sans étiquette. Aux élections locales de 2010, elle est élue à la diétine de Petite-Pologne sur la liste de la Plate-forme civique.
Pour les élections législatives du 9 octobre 2011, elle est investie en cinquième position de la liste de la PO dans la circonscription de Tarnów. Elle recueille 9 273 voix préférentielles, soit le quatrième score des candidats libéraux alors que le parti ne fait élire que trois députés.
Le 11 juillet 2012, Elżbieta Achinger entre cependant à la Diète, après la démission d'Aleksander Grad le 30 juin, à l'âge de 55 ans.
Elle postule aux élections européennes du 25 mai 2014, à la quatrième place de la liste de la PO dans la circonscription de Cracovie. Le parti n'obtient que deux élus et elle totalise 8 827 votes de préférence, ce qui l'installe en cinquième position.
À nouveau candidate au cours des élections législatives du 25 octobre 2015, elle totalise 7 136 suffrages préférentiels. Alors que la Plate-forme civique ne fait élire qu'un seul député, elle se classe en troisième position et perd ainsi son mandat parlementaire.